# Jordan Josifov
Jordan Jordanov Josifov (Bulgaars: Йордан Йорданов Йосифов) (Sofia, 12 augustus 1932 - Aldaar, 23 december 2014) was een Bulgaars voetballer. Hij heeft gespeeld bij Slavia Sofia en FK Lokomotiv 1929 Sofia

## Loopbaan
Josifov maakte zijn debuut voor Bulgarije in 1954. hij heeft 13 wedstrijden gespeeld voor de nationale ploeg. Hij zat in de selectie die deed mee aan het voetbaltoernooi op de Olympische Zomerspelen 1956, waar Bulgarije een bronzen medaille won.

## Erelijst
- Bulgarije beker (1) : 1952 (Slavia Sofia)
- Olympische Zomerspelen 1956 : 1956 (Brons)